# إسلام تبة (مياندوآب)
إسلام‌ تبة هي قرية في مقاطعة مياندوآب، إيران. عدد سكان هذه القرية هو 566 في سنة 2006.